# Corestăuți, Ocnița
Corestăuți este satul de reședință al comunei cu același nume  din raionul Ocnița, Republica Moldova. Are 1095 locuitori (2004), preponderent ucraineni.